# Коронационный альбом Анны Иоанновны

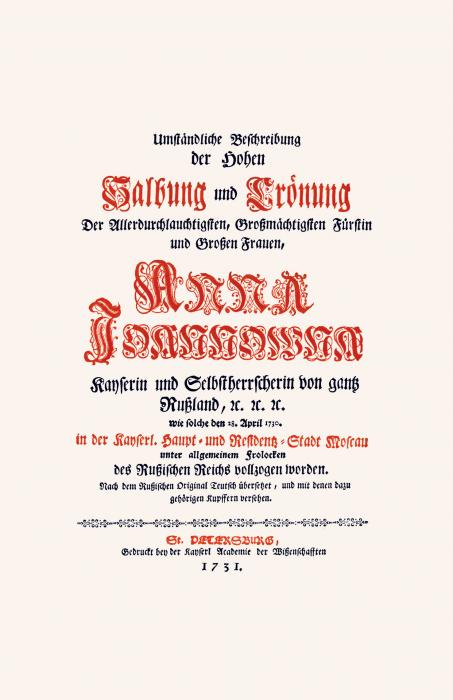
Титульный лист репринтного издания на немецком языке

Коронационный альбом Анны Иоанновны — церемониальный альбом, освещающий церемонию коронования императрицы, которая имела место 28 апреля 1730 года в Москве.

## История издания
Коронационный альбом Анны Иоанновны — первый в истории церемониальных альбомов, в котором появились гравированные иллюстрации. Как заявлял антиквар и известный библиофил Н. В. Соловьев, этот альбом по богатству оформления можно сравнить с самыми лучшими иностранными изданиями.
Работы по созданию альбома начались сразу же после окончания торжеств. За всеми передвижениями во время праздничных мероприятий следил В. Н. Татищев.
Русскоязычный вариант оригинала хранится в архивах Российской государственной библиотеки.

## Оформление, содержание

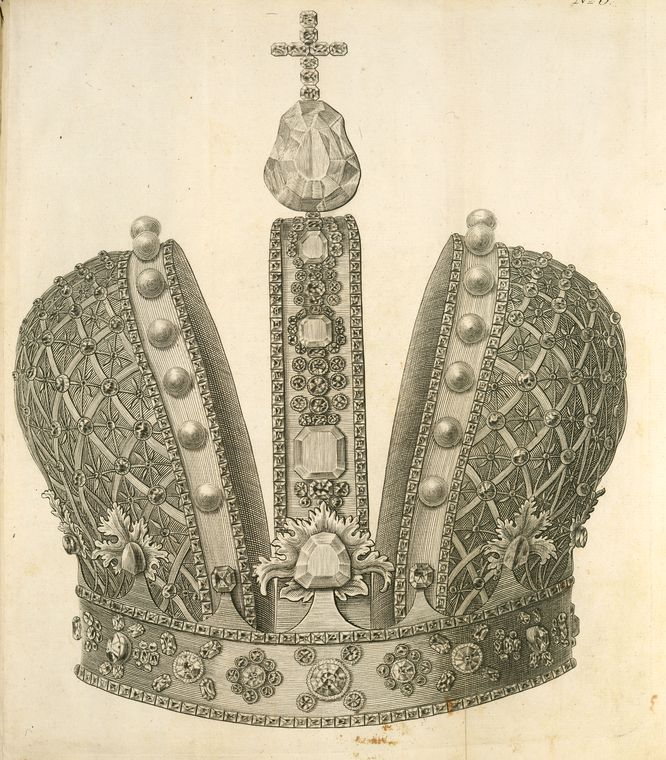
Большая корона императрицы

Рисунки для альбома сначала исполняли в Москве, затем отправляли в Санкт-Петербург, где в Академии наук их гравировали. Там же, в Академии, изготовили издание альбома на немецком языке, для которого Оттомар Эллигер выгравировал две дополнительные сюжетные виньетки — заставку «Объявление о коронации» по рисунку И. Шумахера и концовку с изображением народного праздника в Кремле. Это издание многие исследователи считают более удачным, полным, чем русскоязычное.
Издание на русском было изготовлено в Москве при Сенате — 31 октября 1730 года. Гравюры для этого варианта альбома гравировал Х.А. Вортман по оригиналу Л. Каравака. Многие из листов гравюр были складными — то есть были большеформатными. В общей сложности было подготовлено 14 гравюр.
Коронационный альбом Анны Иоанновны описывает аудиенции у императрицы, которых удостоились князья грузинские и милитинские, а также «муганский и китайский ханы».

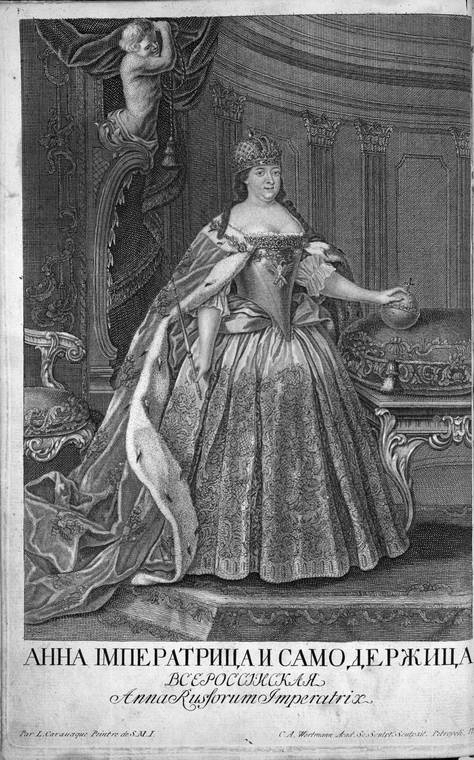
Парадный портрет Анны Иоанновны

К альбому также прилагался традиционный парадный портрет — на нём Анна Иоанновна изображена стоящей в роскошном платье с новой короной на голове, на плечах императрицы — мантия, шлейф которой лежит на полу. На груди Анны Иоанновны — орден св.апостола Андрея Первозванного: в правой руке — скипетр, левая покоится на державе.
Оригинальное издание альбома встречается ещё реже, чем церемониальный альбом Елизаветы Петровны.

## Переиздание
В 2007 году в Петербурге было осуществлено репринтное переиздание альбома (на немецком языке с цветными изображениями и с добавлением факсимильных листов текста из издания на русском языке).
Описание коронации её величества императрицы и самодержицы всероссийской Анны Иоанновны, торжественно отправленной в царствующем граде Москве, в апреле 1730 г. — Репринтное издание 1730 и 1731 гг. — СПб.: Альфарет, 2007.